# NGC 6968
NGC 6968 é uma galáxia elíptica (E-S0) localizada na direcção da constelação de Aquarius. Possui uma declinação de -08° 21' 35" e uma ascensão recta de 20 horas, 48 minutos e 32,4 segundos.
A galáxia NGC 6968 foi descoberta em 11 de Agosto de 1883 por Édouard Jean-Marie Stephan.